# Karun (Verwaltungsbezirk)
Karun (persisch شهرستان کارون) ist ein Schahrestan in der Provinz Chuzestan im Iran. Er enthält die Stadt Kut-e Abdollah, welche die Hauptstadt des Verwaltungsbezirks ist. 

## Demografie
Bei der Volkszählung 2016 betrug die Einwohnerzahl des Schahrestan 105.872. Die Alphabetisierung lag bei 77 Prozent der Bevölkerung. Knapp 53 Prozent der Bevölkerung lebten in urbanen Regionen.
| Zensusjahr | Einwohnerzahl |
| ---------- | ------------- |
| 2011       | 100.000       |
| 2016       | 105.872       |